# Within Temptation
Within Temptation (у перекладі з англ. within temptation — у межах спокуси) — нідерландський музичний гурт, створений в 1996 році гітаристом Робертом Вестерхолтом та вокалісткою Шарон ден Адель.

## Історія

### Формування
Багаторічні партнери Роберт Вестерхольт (гітара) і Шерон ден Адель (вокал) створили гурт у 1996 році, після того, як Вестерхольт покинув свою попередню групу The Circle. The Circle перейменувалися на "Voyage" і випустили альбом Embrace, до якого увійшла пісня за участю ден Адель. Незабаром після цього релізу гурт розпався.
Потім Вестерхольт разом із ден Адель створив дум-метал-гурт "The Portal", до складу якого увійшли колишні учасники The Circle Йерун ван Веен на бас-гітарі і Міхель Папенхове на гітарі, а також Мартін Вестерхольт на клавішних і Денніс Ліфланг на барабанах (пізніше замінений на Івара де Граафа). Однак вони перейменували себе на "Within Temptation" ще до того, як почали записувати своє демо "Enter".

### АльбомEnterі перший національний тур (1997-1999)
Відразу після релізу 1997 року першого альбому Enter гурт набув популярності на сцені андеграунду. Альбом був добре прийнятий, і гурт вирушив у чотириденний тур країною, після чого виступив на фестивалі Dynamo Open Air в Ейндговені. На завершення 1997 року гурт вирушив у свій перший міжнародний тур Німеччиною та Австрією. Згодом гурт покинув Івар де Грааф, якого замінив Сіро Пальма.
Звучання Enter, хоча і мелодійне, було приреченим, під впливом готичного дум-металу, великою мірою спиралося на повільні клавішні, барабани і повторювані гітарні рифи. На цьому альбомі також помітні дез-гранти Роберта Вестерхольта і Джорджа Остхука, колишнього учасника Orphanage.
У 1998 році гурт продовжив гастролювати - їхня популярність підійняла їх на головну сцену "Dynamo" на фестивалі 1998 року. Однак Within Temptation не випустили жодного нового матеріалу (і не мали планів на другий альбом), тому вирішили випустити міні-альбом The Dance з трьома піснями (плюс два ремікси), які ще більше вдосконалили звучання альбому Enter.
Нарешті зробивши перерву в гастролях, 1999 рік став для гурту роком творчої відпустки. Вони скористалися можливістю побудувати власну студію, а також повернулися до особистих занять, плануючи повернутися до складу наступного року.

### Mother Earth і національний прорив (2000-2003)
2000 рік був багатим на події для гурту, оскільки вони повернулися до гастролей, зігравши на трьох голландських фестивалях: Waterpop, Bospop та Lowlands. Крім того, вони почали працювати над своїм другим альбомом, випустивши "Mother Earth in the Low Countries" 1 грудня. Альбом мав помірний успіх у голландських чартах протягом перших кількох тижнів після виходу.

Гурт випустив сингл "Our Farewell", який так і не потрапив до чартів. Другий сингл з Mother Earth, "Ice Queen", вважався проривним для гурту; у березні 2002 року він піднявся на 2 місце в Нідерландах, але став першим синглом № 1, коли піднявся на вершину в Бельгії. Успіх перекинувся на "Mother Earth", який продовжував підніматися в голландському чарті альбомів, закінчивши рік на 3 місці.
У 2001 році відбулася низка змін у складі гурту: Рууд Джолі став другим гітаристом, барабанщика Івара де Граафа замінив Стівен ван Хестрегт, а Мартіна Вестерхольта (який страждав на інфекційний мононуклеоз) замінив Мартін Спіренбург. Пізніше Вестерхольт заснував гурт Delain.
У 2002 році відбувся їхній перший концерт у Франції та хедлайнерський виступ у Мехіко. Вони здобули свою першу велику нагороду, голландську Срібну арфу. 2003 року гурт вирушив у велике міжнародне турне на підтримку альбому "Paradise Lost" і перевидав альбом "Mother Earth" на лейблі GUN Records у більшій кількості європейських країн; він мав успіх у Німеччині, де став платиновим і досягнув 7-го місця в хіт-параді; перевидання "Ice Queen" також увійшло до топ-30 чартів. Своєю чергою регіони Бенілюксу отримали інший реліз, кавер на пісню Кейт Буш "Running Up that Hill". Гурт став хедлайнером музичних фестивалів у Нідерландах, а їхній DVD з туру "Mother Earth" отримав престижну премію Едісона. Просування альбому Mother Earth на нових ринках тривало і в 2004 році, коли гурт виступав на різних міжнародних фестивалях (таких як M'era Luna, Rock Werchter і Pukkelpop) та інших хедлайнерських концертах, а у вересні того ж року відбувся його дебютний виступ у Великобританії в Лондоні.

### Альбом The Silent Force і подальше визнання (2004-2007)
Їхні наступні альбоми The Silent Force (2004) та The Heart of Everything (2007) швидко досягли перших рядків національного чарту.
Альбом The Heart of Everything від Within Temptation вийшов 9 березня 2007 року в Нідерландах, а 24 липня - у США. Два треки, "The Howling" і "Sounds of Freedom", були записані як промо-матеріал для відеогри The Chronicles of Spellborn, і перший з них відкриває альбом. Повний трек-лист був оприлюднений 10 січня. Альбом дебютував на 1 місці в голландському чарті "Album 100", ставши їхнім другим альбомом номер один. Він досяг № 2 у Бельгії, № 2 у Фінляндії, топ-10 у восьми країнах і топ-100 в одинадцяти країнах.

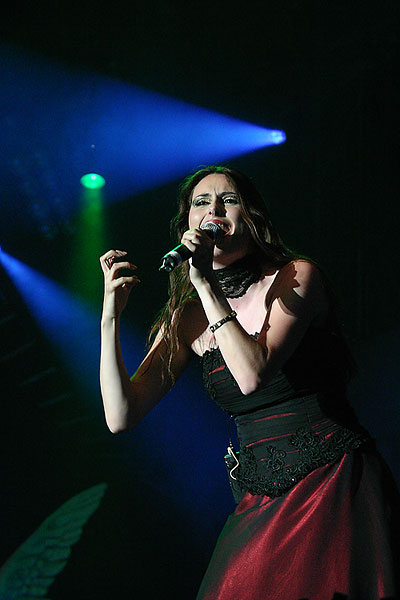
Головна вокалістка Шерон ден Адель на фестивалі M'era Luna 2004 рік.

Пісня "What Have You Done" стала першим синглом, що вийшов з альбому. Початкове музичне відео було записано 12, 13 і 14 грудня 2006 року в клубі Koko в Лондоні і CGI-студії у Віндзорі. У ньому на гостьовому вокалі виступила Міна Капуто з Life of Agony. Шанувальникам було дозволено брати участь у створенні відео, хоча ця перша версія залишила гурт розчарованим (коментарі, зроблені групою на їхньому березневому концерті в Ліоні). Незабаром після цього було знято абсолютно нове відео на пісню. Другим синглом, що вийшов по всій Європі в червні, стала "Frozen". Відео, зняте в Румунії, розповідає про жорстоке поводження з дітьми, а продажі синглу повинні були зібрати гроші для дитячої благодійної організації Child Helpline International. "The Howling" був обраний, як цифровий сингл для Великобританії (не плутати з американським міні-альбомом), а також було знято ще одне відео. Розширена версія синглу "Frozen" містить невиданий бі-сайд "Sounds of Freedom", як вже згадувалося, другу пісню, написану для просування комп'ютерної гри The Chronicles of Spellborn. Roadrunner Records також випустив лімітований міні-альбом "The Howling", який був доступний тільки в магазинах Hot Topic, і містив заголовний трек, а також популярні композиції з попереднього альбому "The Silent Force".
1 листопада 2007 року в Мюнхені гурт здобув премію MTV Europe Music Awards в номінації «Best Dutch & Belgian Act».
Within Temptation розпочали своє перше турне Сполученими Штатами через кілька місяців після європейського релізу "The Heart of Everything" на розігріві у Lacuna Coil і разом із In This Moment, Stolen Babies, The Gathering і Kylesa. Тур, який отримав назву The Hottest Chicks in Metal Tour 2007, був переважно успішним. Альбом "The Heart of Everything" вийшов 24 липня, а промо-сингл "What Have You Done" з'явився на рок-станціях 2 липня. Це був перший альбом гурту, що вийшов в Америці, за яким слідували попередні альбоми Mother Earth і The Silent Force роком пізніше.
На підтримку нового альбому Within Temptation вирішили розпочати своє перше хедлайнерське турне по США восени 2007 року. Гурт відіграв 13 концертів, починаючи з 5 вересня 2007 року у Бостоні і закінчуючи 23 вересня 2007 року у Темпі, штат Аризона.

### Альбом An Acoustic Night at the Theatre (2008-2010)
3 листопада 2008 року Рууд Джолі заявив у своєму блозі, що учасники Within Temptation збираються взяти річну відпустку, написавши: "Після театрального туру, який розпочнеться наступного тижня, я і решта Within Temptation візьмемо цілий рік відпустки. Протягом останніх 7 років ми переїжджали зі студії в гастрольний автобус, літак, човен, студію, знову в гастрольний автобус, велосипед, літак, іноді в басейн на даху готелю і знову в гастрольний автобус. Нам усім дуже потрібна була перерва від гурту..." Після цього туру, 11 серпня 2009 року, на своєму офіційному сайті Шерон оголосила, що наприкінці жовтня-початку листопада вийде акустичний альбом An Acoustic Night at the Theatre. До нього увійдуть кілька акустичних пісень з їхнього туру в листопаді 2008 року.
30 жовтня 2008 альбом вийшов, сингл вийшов разом з альбомом під назвою Utopia. Пісня є дуетом між Шерон і Крісом Джонсом і вийшла 23 жовтня.
Їх пісня "What Have You Done" є у відеогрі "Guitar Hero: World Tour" і була присутня в телевізійному промо епізоду серіалу "Анатомія Грей", "The Truth Beneath The Rose" була показана в рекламі серіалу "Тюдори", 3 сезон, на ShowTime. Пісня "All I Need" звучала в американському телевізійному шоу "Щоденники вампіра".

### The Unforgiving та друге світове турне (2011-2012)
18 листопада 2010 року гурт оголосив на своєму сайті, що їхній новий альбом "The Unforgiving" вийде у березні 2011 року разом з книгою коміксів та серією короткометражних фільмів. Концепція альбому буде заснована на серії коміксів, написаних Стівеном О'Коннелом (BloodRayne & Dark 48) та проілюстрованих Романо Моленааром (Witchblade, Darkness і X-Men). Кожна пісня на "The Unforgiving" була написана за оповіданням Стівена, а персонажі пісень відображають головних героїв коміксу. 26 липня 2010 року гурт оголосив, що на початку 2011 року вирушить у європейське турне на підтримку нового альбому. Однак 26 листопада 2010 року було оголошено, що через третю вагітність Шерон дати туру будуть перенесені з початку 2011 року на осінь 2011 року. На офіційному сайті den Adel повідомили, що протягом тижня вони записали три музичні відео для альбому. 15 грудня 2010 року вийшло промо-відео "Where Is The Edge", в якому були використані сцени з голландського фільму "Я і містер Джонс". Перший новий сингл, "Faster", вийшов 21 січня, а відеокліп на пісню вийшов 31 січня 2011 року. Наразі трек грається у важкій ротації (принаймні один раз у кожному шоу) на британській класичній рок-станції Planet Rock. Перший сингл Faster вийшов 21 січня, а перший короткометражний фільм Mother Maiden — 31 січня цього ж року. Продано понад три мільйони копій в усьому світі.
22 лютого 2011 року гурт оголосив, що Майк Кулен приєднався до колективу як барабанщик на повну ставку, проте студійний альбом був записаний зі шведською барабанщицею Нікою Хелленберг.

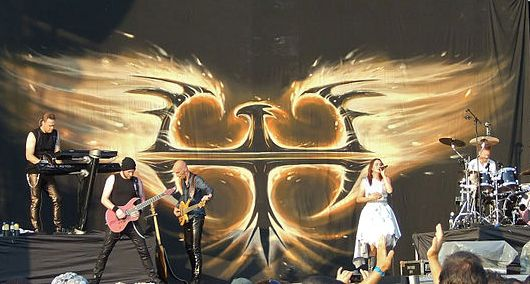
Within Temptation у 2012 році під час виступу на Софійському рок-фестивалі, Болгарія.

14 березня 2011 року Sony BMG організувала онлайн-прослуховування майбутнього альбому на польському сайті, доступ до якого мали лише жителі Польщі. Однак незабаром кожна пісня була викладена в Інтернет. Within Temptation намагалися запобігти витоку до дати релізу. Обмежену кількість промо-дисків було надіслано лише журналістам, які мали прийти на сесію прослуховування. Пізніше того ж місяця вийшов другий короткометражний фільм "Sinéad" без супровідного музичного відео. Однак він доступний на спеціальному виданні CD/DVD The Unforgiving разом з рештою короткометражки "Triplets" і кліпом на пісню "Shot in the Dark".
Альбом дебютував на 2 місці в Нідерландах, тоді як два попередні альбоми, "The Heart Of Everything" і "The Silent Force" дебютували на 1 місці. The Unforgiving також дебютував у Топ-10 Бельгії, Португалії, Фінляндії, Німеччини, Швеції, Швейцарії та Австрії. Коли вийшов сингл Faster, він не потрапив до чартів, як інші сингли Within Temptation, такі як Stand My Ground і Ice Queen, хоча в цифровому музичному магазині iTunes пісня потрапила до загальних чартів, увійшовши до Топ-5 у Нідерландах (№4), а сингл досягнув №11 на даний момент. У цифрових рок-чартах "Faster" став хітом, досягнувши № 1 у Нідерландах, Бельгії, Фінляндії, Іспанії, № 2 у Швеції, № 5 у Німеччині, № 6 в Австрії, № 8 у Франції, № 10 у Люксембурзі, № 11 у Данії, № 13 у США та № 18 у Мексиці. Після цього гурт оголосив, що новим синглом буде "Sinéad". Пізніше гурт здобув нагороду "Best Other Media Music" за альбом "The Unforgiving" на новому сольнику "Buma Music in Motion", який нагороджує креативні та інноваційні методи створення музики.
10 червня 2011 року вийшов офіційний відеокліп на пісню Sinéad, який просував той самий сингл, фізичний реліз якого відбувся 15 липня. Сингл дещо відрізнявся від інших, включаючи 3 ремікси на музику, зроблені 3 різними діджеями.
Продовжуючи просування альбому, гурт виступив на фестивалі Sziget, але офіційно тур The Unforgiving Tour розпочався 12 серпня на фестивалі Huntenpop, де гурт зіграв весь альбом The Unforgiving серед інших хітів альбому, у спеціальному шоу "The First Challenge". Протягом серпня гурт виступив на кількох літніх фестивалях як M'era Luna і Lowlands, а у вересні розпочав внутрішній тур, спочатку Північною Америкою, а потім Європою.
На початку вересня альбом отримав золотий статус у Польщі. Пізніше того ж місяця було оголошено, що Роберт припиняє гастролі з гуртом (за винятком окремих концертів), оскільки нікому доглядати за трьома дітьми Роберта і Шерон. Роберт зосередиться на продюсуванні та написанні пісень, а його місце на сцені займе Штефан Хеллеблад.
На початку 2012 року, щоб продовжити просування альбому, гурт розпочав південноамериканське турне, яке пройшло через Бразилію, Чилі, Аргентину, Перу та Еквадор. Одразу після повернення до Європи, у березні 2012 року гурт представив напівакустичний тур по голландських театрах під назвою Sanctuary, подібно до свого попереднього концертного альбому An Acoustic Night at the Theatre, в якому вони зіграли багато пісень, які ніколи не грали раніше, такі як Say My Name, The Last Dance, Overcome, Bittersweet, а також деякі з тих, які вони не часто грають, такі як Restless, Sounds Of Freedom, The Swan Song і Our Farewell. Більшість з них прозвучали в акустичній версії. 8 травня 2012 року Шерон ден Адель і Рууд Джолі з'явилися на DWDD Recordings, щоб виконати акустичну кавер-версію пісні Nirvana Smells Like Teen Spirit. Гурт розпочав другий етап фестивалів, ставши хедлайнерами кількох найбільших європейських літніх фестивалів 2012 року, таких як Sonisphere, Masters of Rock, Rock Werchter, Summerbreeze і Gods of Metal. Пізніше гурт офіційно оголосив про спеціальне шоу під назвою Elements. Спеціальне шоу з аншлагом було присвячене 15-річчю гурту в Sportpaleis, Бельгія, і супроводжувалося оркестром Il Novecentro Orchestra та іншими спеціальними гостями, зокрема колишніми учасниками гурту.

### Альбом Hydra та різні впливи (2013-2016)

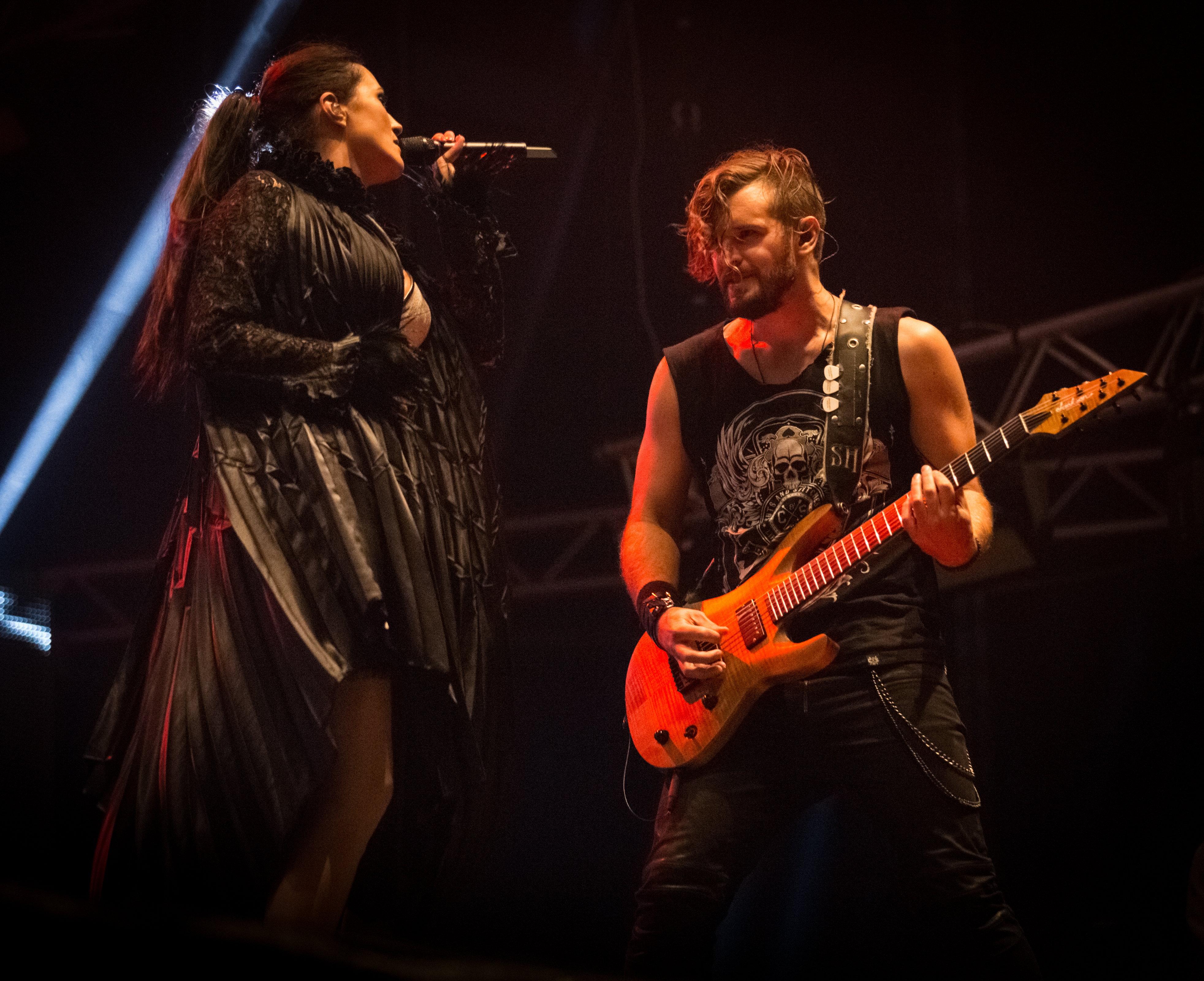
Within Temptation на фестивалі Wacken Open Air 2015 року.

Напередодні 15-річчя Within Temptation бельгійська радіостанція Q-Music попросила гурт вибрати і виконати існуючий трек у "стилі Within Temptation" один раз на тиждень протягом п'ятнадцяти тижнів під час спеціальної програми Within Temptation Friday. Кавери складаються здебільшого з поп-пісень, в яких гурт трансформував їх у симфонічнішу форму. Вокалістка Шарон ден Адель заявила, що:
"Наш підхід полягав у тому, щоб зробити кавер-версію дійсно новою піснею Within Temptation. Тобто не піти легким шляхом, використовуючи тільки фортепіано або акустичну гітару, наприклад, а дійсно спробувати помістити всі елементи треку Within Temptation в цю нову версію. Це було досить складним завданням, тому що у нас був лише один тиждень, щоб зробити все правильно, в той час як запис оригінальної пісні Within Temptation іноді може зайняти півроку! Але цей тиск також дав нам творчий поштовх, і було дуже корисно встигати робити все вчасно щотижня. Крім того, ми багато чому навчилися завдяки глибокому аналізу хітів, написаних іншими, в поєднанні з впровадженням нашого власного звучання і стилю в кожній новій кавер-версії. Ми раді, що прийняли цей виклик і дуже пишаємося результатом."
Вони переспівували таких виконавців, як Imagine Dragons, OneRepublic, Лана Дель Рей, The Who та ін. 19 квітня 2013 року 11 з 15 каверів, зроблених гуртом, вийшли в альбомі каверів під назвою The Q-Music Sessions. Того ж дня гурт випустив офіційне музичне відео на кавер-версію пісні Titanium.

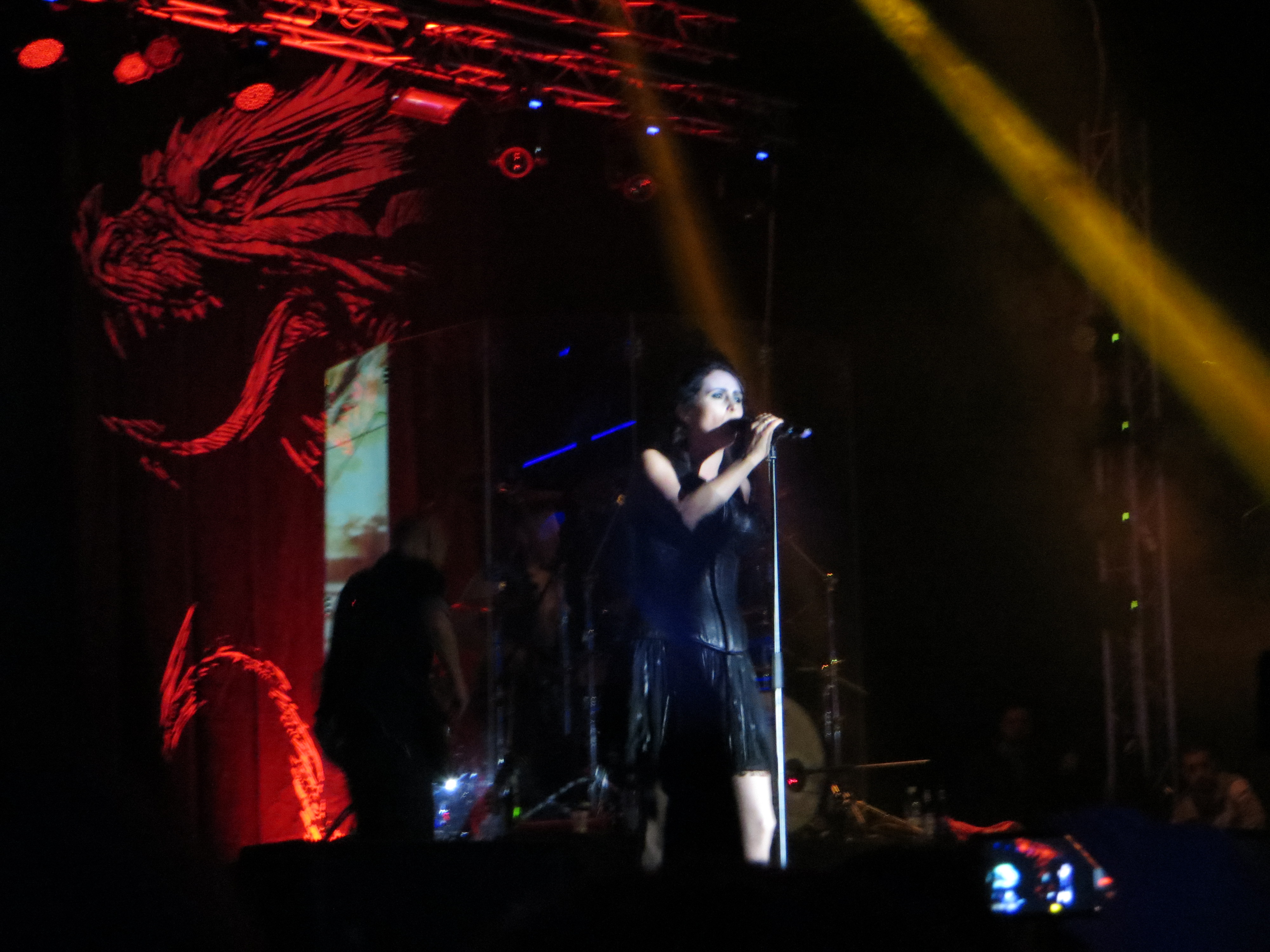
Within Temptation у Києві. 31 березня 2015

Процес написання наступного студійного альбому гурту розпочався у 2012 році, і за підсумками першого півріччя було написано вже 6 пісень. Реліз альбому був запланований на вересень на новому лейблі BMG, а в Нідерландах - на студії Universal Music Group. 16 червня 2013 гурт розпочав знімання першого відеокліпу до нового альбому.  У середині травня басист Йерун ван Веен вирушив до студії, щоб записати басову основу для перших п'яти пісень. 12 липня 2013 гурт випустив тизер-трейлер майбутнього студійного альбому, але без жодних назв. Наступного місяця гурт оголосив назву першого синглу - "Paradise (What About Us?)", а також завантажив тизер-трейлер, що розкриває деякі тексти пісень і гітарне соло в очікуванні релізу. Згодом гурт уклав північноамериканський контракт з Nuclear Blast, і про це партнерство президент компанії Монте Коннер заявив: "На сьогоднішній день існує дуже мало гуртів, які постійно працюють на такому високому і стабільному рівні, як Within Temptation. Саме тому вони мають таку неймовірно віддану фан-базу в усьому світі. Я дуже радий, що вони обрали Nuclear Blast Entertainment своїм партнером у США. Їх шанувальників чекає справжнє свято наприкінці цього року!". Гурт також уклав ліцензійну угоду з студією Dramaticoна видання альбому у Великобританії. Після завершення запису ударних і вокалу, 26 серпня 2013 розпочався фінальний запис гітарних партій.
30 серпня 2013 року гурт оголосив, що головний сингл "Paradise (What About Us?)" вийде у вигляді мініальбому, на який також увійдуть 3 треки з майбутнього альбому у демо-форматі: "Let Us Burn", "Silver Moonlight" і "Dog Days". Зробивши цю заяву, ден Адель сказала: "Випускаючи ці демо, ми хочемо запросити вас до нашої домашньої студії і показати, як ми фіксуємо ідеї пісень на ранній стадії створення нового альбому. Ці демо-версії далекі від їх остаточного звучання на альбомі, але дадуть вам уявлення про те, над чим ми працюємо. Буде цікаво почути, як буде звучати кінцевий результат, коли альбом вийде". Після оголошення про те, що головний сингл буде містити запрошеного музиканта, 13 вересня 2013 року гурт офіційно оголосив, що Тар'я Турунен виступить спеціальною вокалісткою на заголовній пісні. 25 і 26 жовтня ден Адель і Вестерхольт представили пресі невідому кількість пісень прийдешнього альбому. Другий промо-сингл, Dangerous, вийшов 20 грудня за участю екс-вокаліста Killswitch Engage Говарда Джонса.

Альбом "Hydra" нарешті вийшов 31 січня 2014 року в континентальній Європі і 4 лютого у Північній Америці та Великобританії, і його тепло зустріли критики, також мав визнання і комерційний успіх. У Нідерландах "Hydra" ознаменував повернення гурту на першу позицію в чартах з моменту виходу альбому "The Heart of Everything" у 2007 році, також досягнувши першого місця в хіт-параді альбомів Чехії, що зробило його першим альбомом номер один за межами Нідерландів. Гурт вперше потрапив у топ-10 британського чарту альбомів, дебютувавши на шостій позиції, а також у топ-20 американського хіт-параду "Billboard 200", дебютувавши на 16-й позиції.
Для просування альбому гурт вирушив у світове турне Hydra World Tour, яке спочатку планувалося розпочати у  січні 2014 року, але потім було відкладено, щоб група могла більше відшліфувати пісні перед випуском альбому, і провела пробний концерт в Effenaar в Ейндховені, (квитки на який були розпродані в той же день, коли альбом надійшов у продаж). Перший офіційний концерт відбувся 26 лютого у Гельсінкі, Фінляндія, а концертний тур пройшов переважно по Європі, охопивши кілька літніх фестивалів. Через чудовий прийом Hydra у Сполучених Штатах, гурт вирішив знову вирушити у тур Північною Америкою, проїхавши від західного до східного узбережжя і відвідавши дванадцять міст, у тому числі два у Канаді, де квитки на деякі концерти були розпродані.
2 травня 2014 року гурт оголосив на своїй сторінці у Facebook, що збирається записати концерт у Heineken Music Hall в Амстердамі, і більша частина концерту пізніше з'явилася на DVD "Let Us Burn - Elements & Hydra Live in Concert" разом із деякими частинами попереднього ювілейного концерту на честь 15-ї річниці концерту Elements. Наприкінці європейської частини туру його відвідало понад 120 000 чоловік.

### Сольний проєкт Ден Адель іResist(2017—2019)

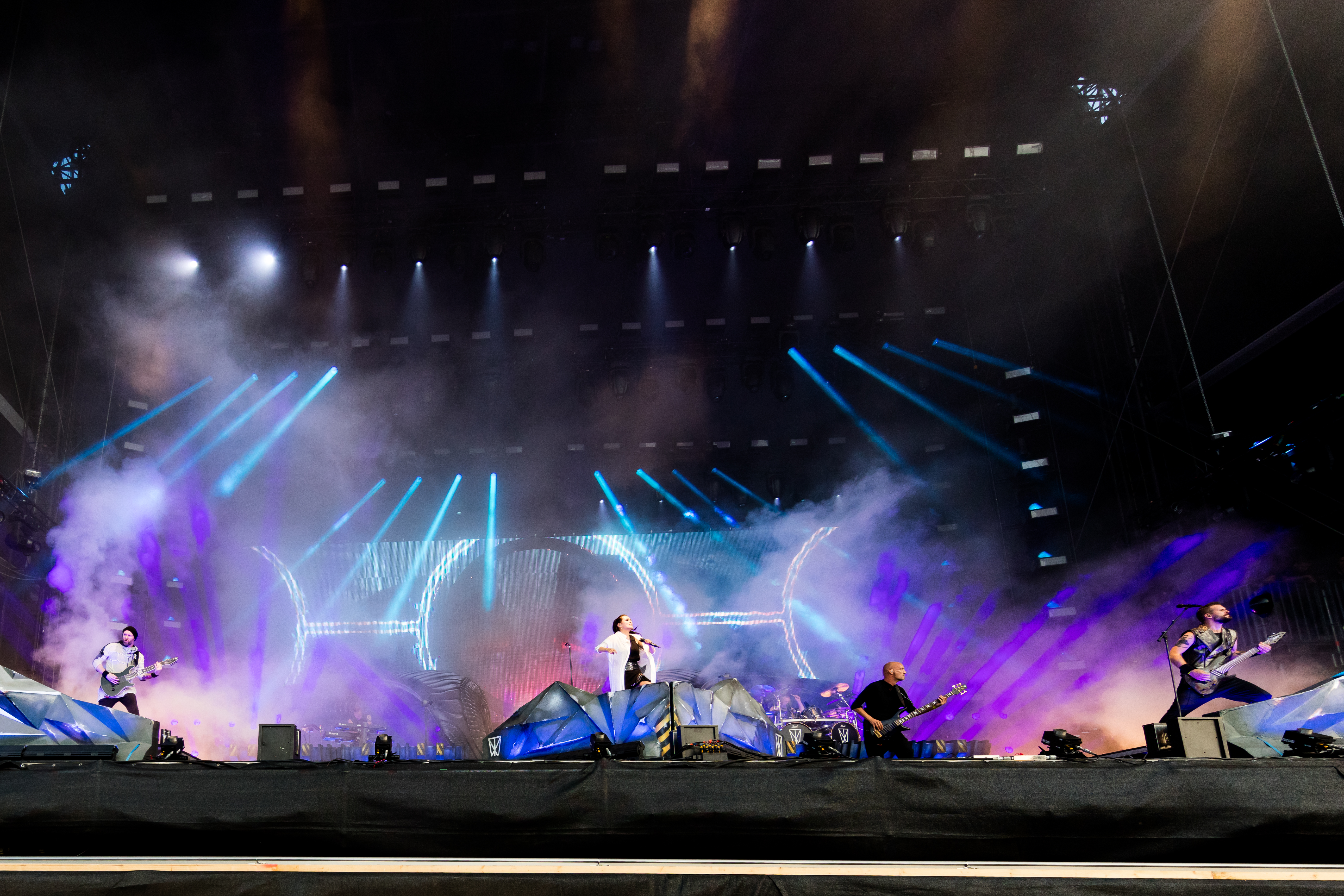
Within Temptation під час Wacken Open Air на Шлезвіг-Гольштейн, Німеччина, 02.08.2019

3 листопада 2017 року гурт змінив свій вебсайт і соціальні мережі, залишивши на них лише повідомлення про те, що скоро з'явиться заява Шарон ден Адель. 7 днів потому з'явилося відеозвернення, в якому Шарон анонсувала новий сольний проєкт під назвою «My Indigo». Проєкт був викликаний творчим блоком, з яким вона зіткнулася під час написання нових пісень для наступного альбому гурту, а також особистими проблемами, що змусило її провести деякий час окремо від гурту і писати для себе. Пізніше вона вирішила випустити ці пісні публічно через вищезгаданий проєкт. Під час цього процесу у неї знову з'явилося натхнення писати для гурту, і пісні для нового альбому Within Temptation наразі знаходяться на стадії демо, а новий матеріал вийде у 2018 році.
Наприкінці листопада гурт оголосив про європейське турне на кінець наступного року. На початку грудня, майже за рік до туру, два концерти були вже продані. Тур розпочався ще до виходу альбому, і гурт грав вибрані пісні з метою його просування. Наприкінці 2018 року голландські ЗМІ повідомили, що перший європейський етап туру відвідало 125 000 людей.
У липні 2018 року Within Temptation підписали новий контракт на запис з німецьким лейблом Vertigo Records, який обрали для випуску сьомого студійного альбому в усьому світі, окрім Японії.
14 вересня 2018 року вийшов перший сингл з альбому під назвою «The Reckoning» за участю Джейкоба Шеддікса. Музичне відео на цю пісню стало першою номінацією гурту на премію Edison Award з 2005 року. Друга пісня альбому «Raise Your Banner» була записана за участі Андерса Фрідена, та вийшла 16 листопада, а третій сингл «Firelight» за участю Джаспера Стеверлінка побачила світ 23 листопада.
Альбом під назвою «Resist» був офіційно анонсований у журналі Metal Hammer наприкінці 2018 року і вийшов 1 лютого 2019 року.
Четвертий сингл «In Vain» вийшов 11 січня 2019 року. Музичне відео на «Supernova», пісню з альбому, вийшло 5 лютого 2019 року. Лірик-відео на пісню «Mad World» вийшло 15 квітня 2019 року.
Після виходу альбому гурт повернувся у турне The Resist Tour, щоб відіграти п'ятнадцять концертів у Північній Америці, а потім на літніх фестивалях Європи. Під час фестивального сезону 2019 року гурт вперше був запланований як один із хедлайнерів Graspop Metal Meeting, одного з найбільших європейських хеві-метал-фестивалів.
17 вересня 2019 року гурт спочатку оголосив, що в квітні та травні 2020 року вони вирушать у співхедлайнерський тур з Evanescence під назвою Worlds Collide. Через пандемію COVID-19 як Within Temptation, так і їхній один із хедлайнерів перенесли тур на вересень 2020 року, потім знову перенесли його на осінь 2021 року, а потім знову перенесли на весну 2022 року. Під час спалаху епідемії гурт взяв участь у русі Together at Home, в рамках якого артисти проводять онлайн-виступи з метою заохочення людей залишатися вдома і запобігти більшій кількості випадків зараження.

### Worlds Collide tour (2020 - 2022)
30 квітня 2020 року гурт оголосив про вихід нового синглу, він вийшов 8 травня 2020 року та мав назву "Entertain You", який увійде до майбутнього восьмого студійного альбому гурту. Пізніше на сингл вийшло музичне відео. Другий сингл під назвою "The Purge" вийшов 20 листопада 2020 року разом з музичним відео.
Шарон ден Адель підтвердила 18 лютого 2021 року, що гурт планує випустити більше синглів, заявивши, що "вони працюють над цим". Третій сингл, "Shed My Skin", спеціальними гостями якого став німецький металкор-гурт Annisokay, вийшов 25 червня 2021 року. 1 червня 2021 року гурт також оголосив, що 15 і 16 липня 2021 року відбудеться два концерти у віртуальній реальності під назвою "The Aftermath", на яких вони виконають різноманітний старий і новий матеріал.

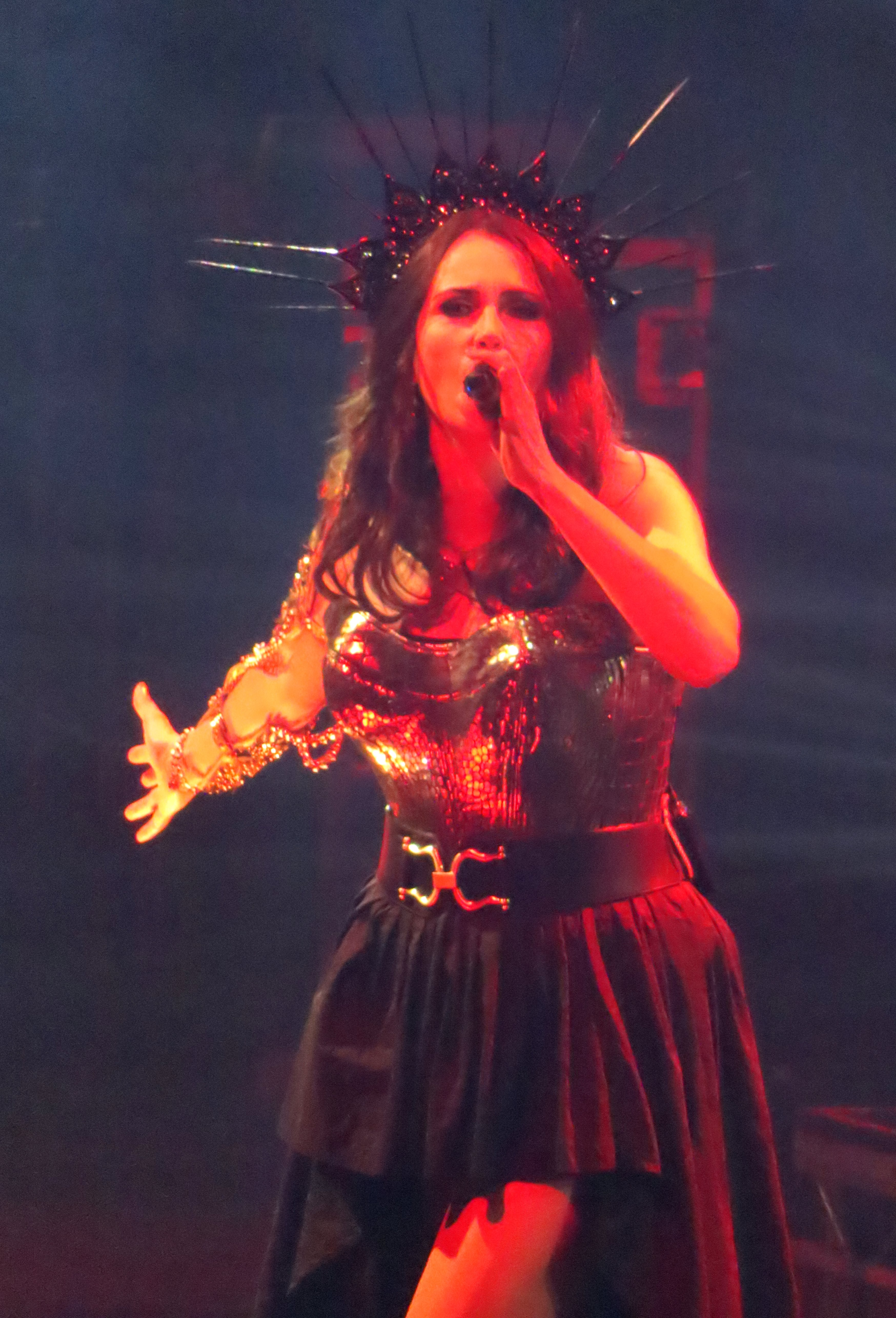
Within Temptation виступлять 16 листопада 2022 року на лондонській The O2 Arena.

14 липня 2021 року вийшов кліп на "Shed My Skin", який складається з пісні, що виконується на віртуальному концерті. [Пізніше того ж року на стрімінгових платформах з'явилася переосмислена версія пісні "Forsaken", яка також прозвучала на концерті. 29 липня 2021 року відбувся перший концерт гурту з публікою після зменшення кількості випадків зараження пандемією, одним з головних виконавців на фестивалі під відкритим небом Kuopiorock, що проходив у Фінляндії.
В інтерв'ю радіостанції Audio Ink вокалістка Шарон ден Адель підтвердила, що гурт планує випустити більше нової музики у найближчі місяці, зазначивши: "Ми записали два нових альбоми, але вони ще не закінчені: "Ми записали лише дві пісні, і у нас є багато демо-записів, які ще дуже далекі від завершення, тому ми можемо закінчити їх досить швидко. Тож ми просто почнемо з цього - зробимо з цих демо справжні пісні, і врешті-решт, наступного року, ми знову випустимо кілька пісень. Зрештою, буде альбом, але він ще не завершений, тому ми повинні почати писати ще кілька нових пісень, щоб зробити альбом завершеним".
Наступний музичний реліз гурту відбувся у травні 2022 року у співпраці з гуртом Asking Alexandria над новою версією пісні "Faded Out" з альбому See What's on the Inside. Ця нова версія вийшла разом із музичним відео, що містить промо-сцени, які ведуть до виходу фільму "The Retaliators". Пісня також є частиною його офіційного саундтреку.
8 липня 2022 року Гурт випустив ще один сингл, "Don't Pray for Me" .

### Новий альбом Bleed Out (2023— дотепер)
27 липня ден Адель підтвердила в інтерв'ю, що вихід нового альбому очікується у 2023 році. 20 грудня гурт випустив офіційний кліп на трек «The Fire Within», пісню, написану ще у 2019 році.
Ще один сингл, «Wireless», вийшов 18 травня 2023 року, пісня підіймає тему російської воєнної агресії проти України. Візуалізація пісні створена за допомогою штучного інтелекту.
17 серпня 2023 року, одночасно з виходом однойменного синглу, Within Temptation анонсували свій восьмий студійний альбом «Bleed Out», реліз якого відбувся 20 жовтня 2023 року.
4 жовтня 2023 року було оголошено про Bleed Out європейський тур.
В березні 2024 року Шарон ден Адель приїхала до Києва для створення нового музичного кліпу разом з Alex Yarmak на пісню «A Fool's Parade» (укр. Парад дурнів). Режисером кліпу став Інді Хаїт, відомий співпрацею з Latexfauna та Dorofeeva. 11 квітня 2024 року на офіційному каналі гурту вийшов відео кліп «A Fool's Parade».
У червні 2024 року, після отримання кількох експортних нагород протягом багатьох років, Within Temptation були відзначені голландською організацією Buma Cultuur нагородою «За життєві досягнення». Організація заявила, що «гурт, безперечно, створив унікальний метал-жанр, який надихнув багатьох і приніс секстету значний успіх далеко за межами рідної країни».
12 вересня 2024 київський гурт Blind8 представить прем'єру пісні «Labyrinth», записаної за участі вокалістки нідерландського симфометал-гурту Within Temptation Шарон ден Адель.
9 грудня 2024 року Мартійн Спіренбург покинув гурт. Спіренбург приєднався до Within Temptation у 2001 році, незабаром після випуску другого повноформатного студійного альбому гурту «Mother Earth» .
16 травня 2025 року разом з Jerry Heil гурт випустив пісню "Sing Like A Siren"

## Підтримка України
З початком російської воєнної агресії проти України в лютому 2022 року гурт постійно привертає увагу світової громадськості та своїх прихильників до війни в Україні, підтримує боротьбу українського народу проти загарбників.
27 березня 2022 року гурт взяв участь у благодійному онлайн-марафоні "Save Ukraine", де була виконана акустична версія пісні "The whole world is watching"
Гурт підтримав Україну, присвятивши їй пісню Raise Your Banner. Із 2022 року на кожному концерті гурту завжди присутній прапор України.
Також у 2023 році гурт зібрав кошти для фонду Ukraine Aid Ops, який закупив човни для українських військових на херсонському напрямку після підриву Каховської ГЕС.
Шарон ден Адель є першою закордонною артисткою, яка виступила в Україні під час повномасштабного вторгнення росії, виступивши на Atlas United 21 липня 2024 року в якості хедлайнера в супроводі українського оркестру LUMOS Orchestra. Аранжування для концертного шоу створювала українська композиторка Марія Яремак. Партитули були створені у дуже стислі терміни і з 12-годинними вимкненнями світла.  Під час вого виступу Шарон ден Адель сказала: "Марія мій найбільший герой!".
У квітні 2024 року вокалістка «Within Temptation» Шарон ден Адель та Алекс Ярмак знялися у кліпі на пісню «A Fool’s Parade», яка зображує жорстоку реальність в Україні у воєнні часи. Локації для кліпу обрали в Києві, зокрема біля Центру культури й мистецтв КПІ із муралом. Отримані гонорари музиканти перерахували на благодійні ініциативі «Music Saves UA».
12 вересня 2024 року гурт випустив композицію "Labyrinth" спільно з українським гуртом Blind8
Кожен концерт гурту в рамках туру на підтримку альбому "Bleed Out" розпочинається з української колискової "Ой ходить сон коло вікон"
19 грудня 2024 року Шарон ден Адель підтримала збір коштів українського благодійного фонду "Future for Ukraine"

### Донорська діяльність у сфері музичної благодійності
Менше ніж через рік після релізу спільного синглу «A Fool’s Parade» легендарний колектив Within Temptation та Алекс Ярмак пожертвували 10 000 євро на благодійну ініціативу, спрямовану на підтримку українських громад під час війни. Всі роялті від стрімінгу синглу та музичного відеокліпу використовуються для надання допомоги українцям до завершення бойових дій[джерело?].
За інформацією, наведеною у публікації, опублікованій акаунтом Music Saves Ukraine 18 лютого 2025 року, ця ініціатива також включає проекти з підвищення обізнаності про жорстоке вторгнення росії в Україну.[джерело?]
```
Музичний відеокліп до синглу було знято на знакових локаціях Києва, зокрема в Октябрському палаці, Національній бібліотеці України імені В. Г. Вернадського, на території КПІ та біля монументу «Батьківщина». Зйомки проходили також у містах Макарів і Калинівка, які досі носять сліди руйнувань від російських обстрілів, зафіксованих у березні 2022 року.
```

Навесні 2024 року команда ініціативи організувала візит Шарон ден Адель до України, в ході якого вона разом з Алексом Ярмаком взяла участь у створенні музичного відеокліпу. У своїх висловлюваннях Шарон ден Адель зазначила:[джерело?]
```
«Було б неправильно знімати відео про Україну поза межами моєї рідної країни. Я зрозуміла, що повинна приїхати сюди, побачити все на власні очі і показати Київ таким, яким він є зараз».
```

### Шарон ден Адель закликала підтримувати Україну
Відповідне відео зʼявилося в 10 березня 2025 року instagram Within Temptation. Шарон ден Адель записала відеозвернення, в якому поділилася розчаруванням тим, що США зупинили військову допомогу Україні. "Ми відчули себе безсилими. Нам стало сумно. Ми відчули розчарування через те, що Америка відмовилася від своєї підтримки України", - сказала вокалістка Within Temptation.Разом із тим Шарон ден Адель наголосила, що у всіх є спосіб підтримати Україну.
"Але є речі, які ми можемо зробити. І це пожертвування цим двом організаціям. Вони спрямують гроші туди, де це найбільше потрібно", - зазначила музикантка й поділилася посиланнями на UNITED24 та Ukraine Aid Ops.
6 травня 2025 року на Youtube каналі гурту вийшов короткий документальний фільм "Within Temptation: The Invisible Force - Documentary", про відвідування України головною вокалісткою гурту, під час війни та її залученості в благодійних концертах на підтримку України.

## Дискографія

### Альбоми
- 1997 — Enter
- 2001 — Mother Earth
- 2004 — The Silent Force
- 2007 — The Heart of Everything
- 2011 — The Unforgiving
- 2014 — Hydra
- 2019 — Resist
- 2023 — Bleed Out(інші мови)

### Міні-альбоми
- 1998 — The Dance
- 2007 — The Howling EP
- 2013 — Paradise (What About Us?)

### DVD
- 2002 — Mother Earth: Limited Edition DVD
- 2003 — Mother Earth Tour(інші мови)
- 2005 — The Silent Force Tour
- 2008 — Black Symphony

### Сингли
- 1997 — Restless(інші мови)
- 2001 — Our Farewell(інші мови)
- 2001 — Ice Queen
- 2002 — Mother Earth
- 2003 — Never Ending Story
- 2004 — Running Up That Hill
- 2004 — Stand My Ground
- 2005 — Memories[en]
- 2005 — Angels
- 2007 — What Have You Done
- 2007 — Frozen
- 2007 — All I Need
- 2008 — Forgiven
- 2009 — Utopia
- 2011 — Faster
- 2011 — Sinéad
- 2011 — Shot in The Dark
- 2011 — Fire and Ice
- 2013 — Hydra
- 2023 — Wireless

### Демо
- 1996 — Enter
- 1997 — демо без назви

### Збірники
- 2005 — Ice Queen (Special Edition)

## Склад гурту

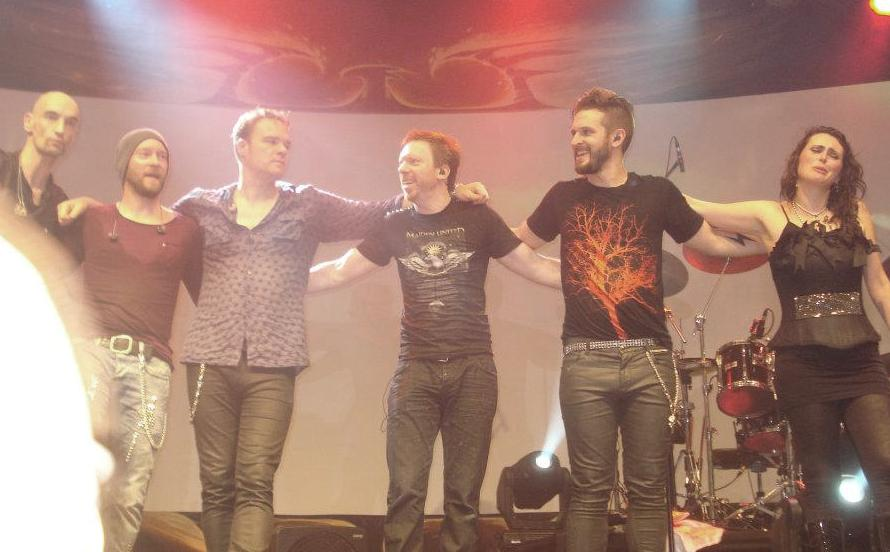
Within Temptation прощаються після виступу в Ріо-де-Жанейро, Бразилія. 2012 рік

### Поточний склад
- Шарон ден Адель — вокал (мецо-сопрано) (1996 — )
- Роберт Вестерхолт — гітара (1996 — )
- Рюд Адріанюс Йолі — гітара (2001 — )
- Йерун ван Вен — бас-гітара (1996 — )

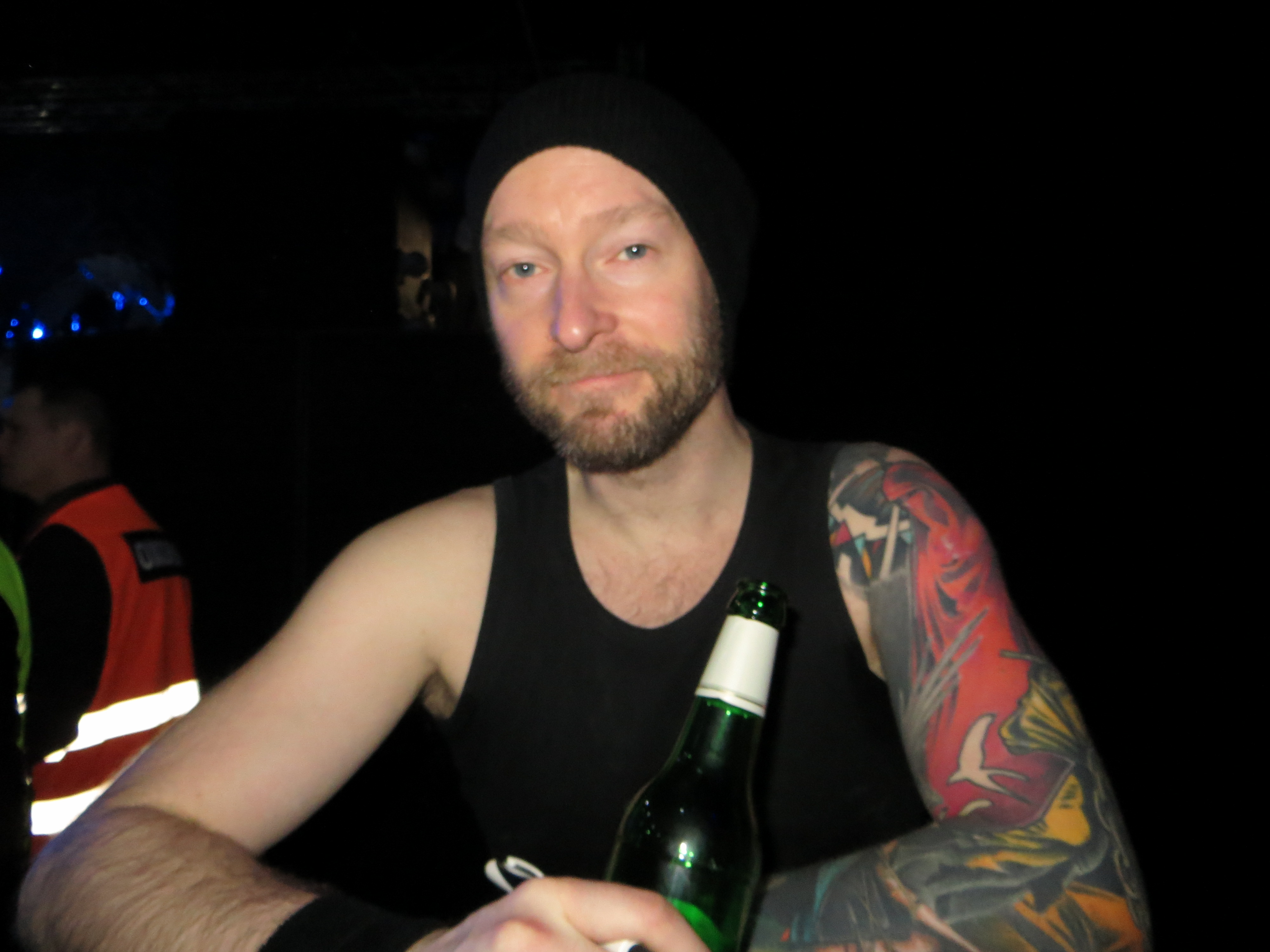
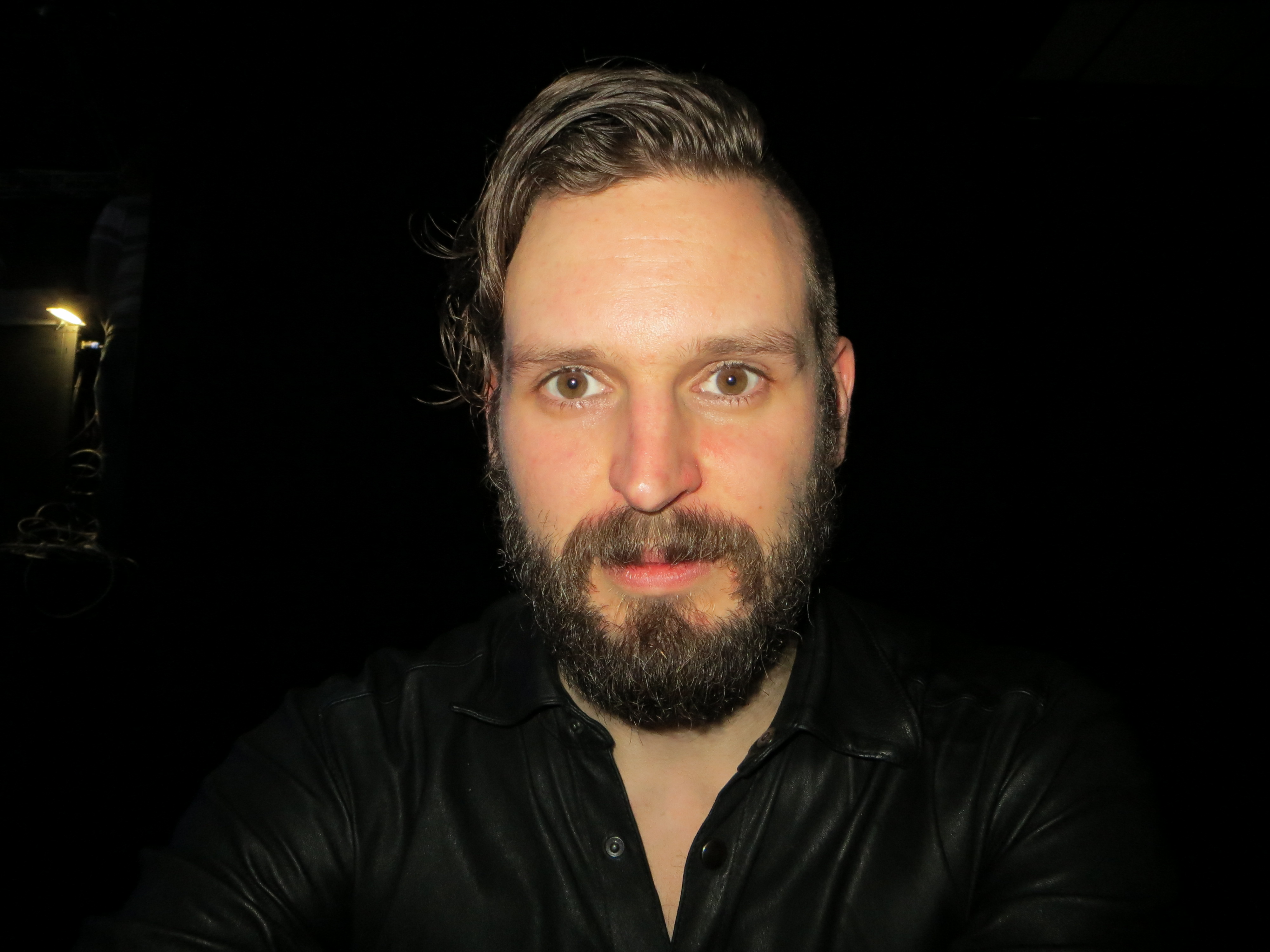
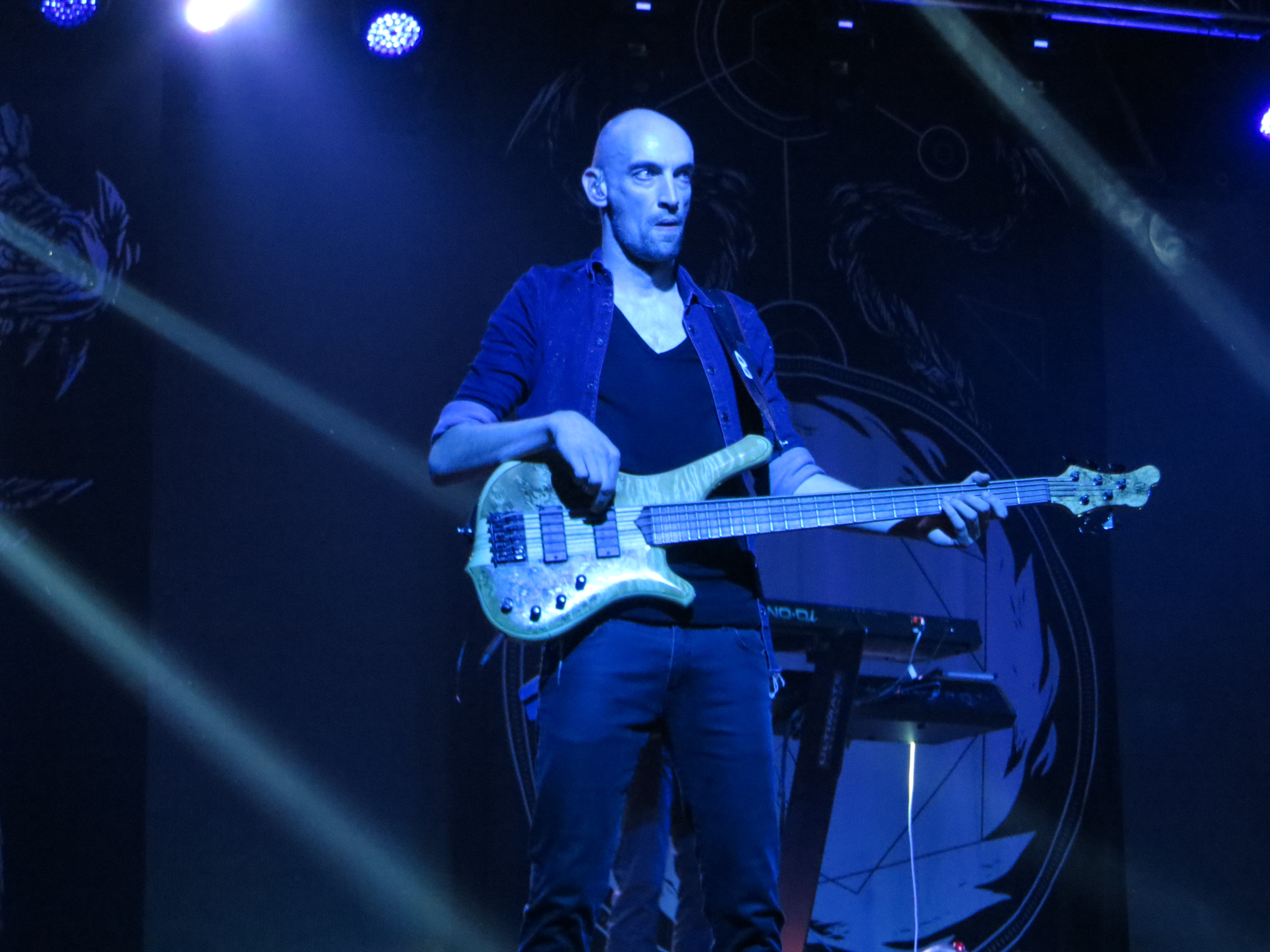
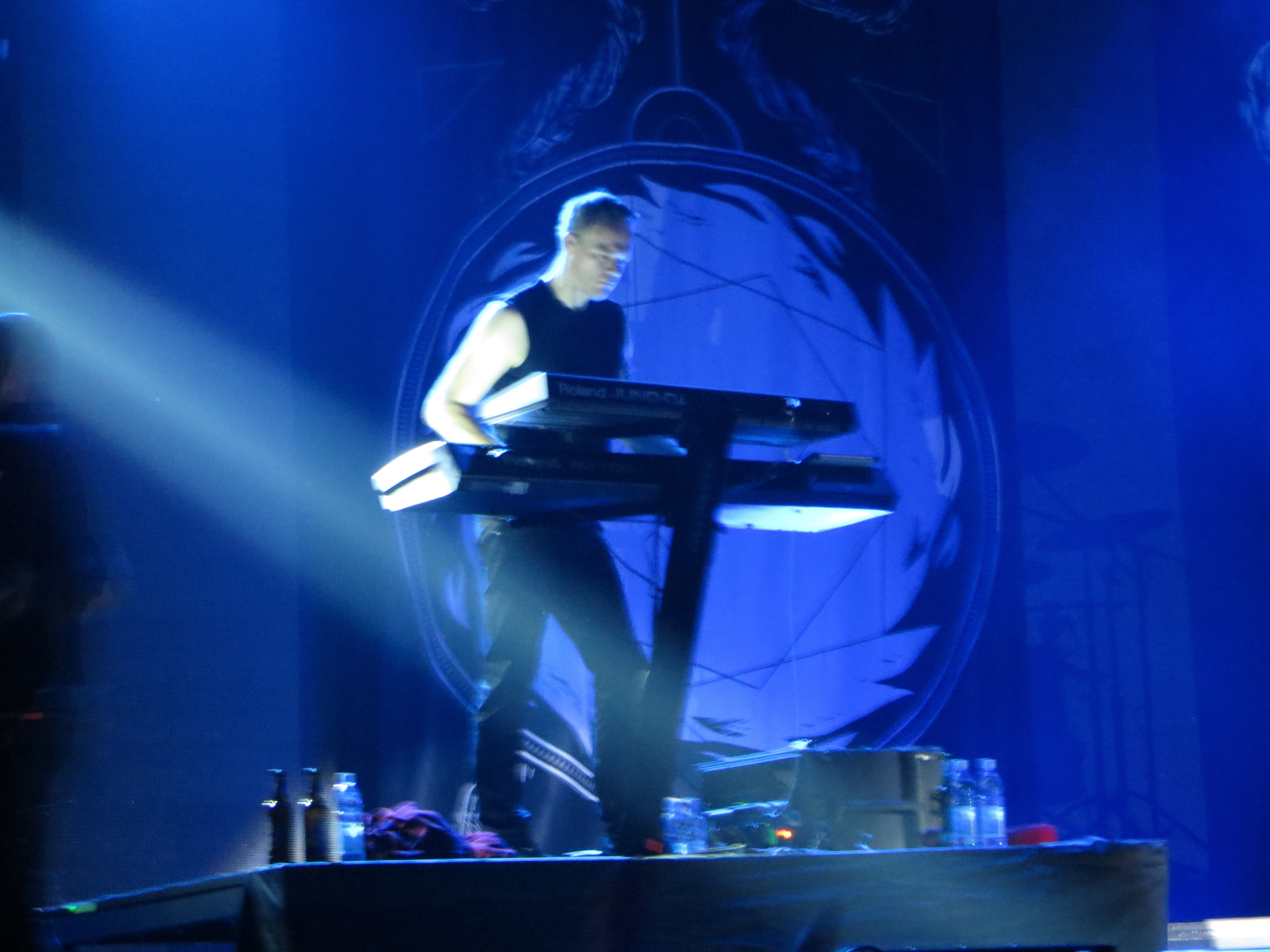
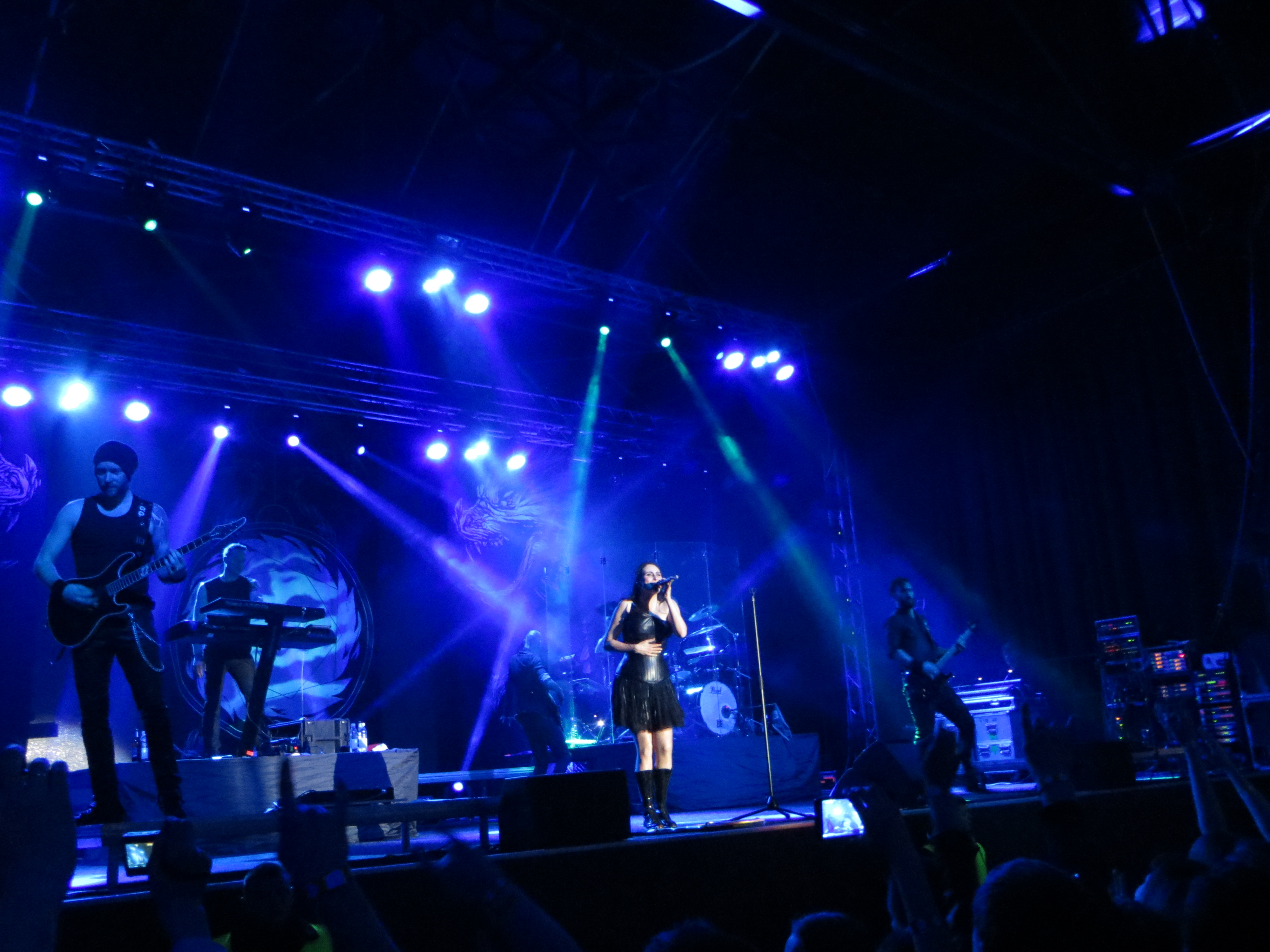

- Майк Колен — ударні (2009 — )

### Колишні учасники
- Мартейн Спіренбюрг — синтезатор (2001 — 2024)
- Івар де Граф — ударні (1996—1998, 1999—2001)
- Мартейн Вестерхолт — синтезатор (1996—2001)
- Міхіль Папенхове — гітара (1996—2001)
- Йелль Беккер — гітара (2001)
- Сіро Пальма — ударні (1998—1999)
- Денніс Ліфланг — ударні (1996)
- Річард Віллемс — ударні (1996)
- Стефен ван Хестрегт — ударні (2002-2009)